# Indy-Lights-Saison 2017
Die Indy-Lights-Saison 2017 ist die 32. Saison der amerikanischen Rennserie Indy Lights. Die Saison begann am 12. März in Saint Petersburg und endet am 3. September in Watkins Glen.

## Teams und Fahrer
Alle Teams benutzen das Dallara-Chassis Dallara IL-15, Motoren von Mazda-AER und Reifen von Cooper.
| Team                         | Nr. | Fahrer                | Rennen |
| ---------------------------- | --- | --------------------- | ------ |
| Andretti Autosport           | 27  | Nico Jamin            | 1–16   |
| Andretti Autosport           | 28  | Dalton Kellett        | 1–16   |
| Andretti Autosport           | 48  | Ryan Norman           | 1–16   |
| Andretti Steinbrenner Racing | 98  | Colton Herta          | 1–16   |
| Belardi Auto Racing          | 05  | Santiago Urrutia      | 1–16   |
| Belardi Auto Racing          | 09  | Aaron Telitz          | 1–16   |
| Belardi Auto Racing          | 51  | Shelby Blackstock     | 1–16   |
| Belardi Auto Racing          | 84  | Chad Boat             | 15     |
| Carlin                       | 11  | Garth Rickards        | 1–16   |
| Carlin                       | 13  | Zachary Claman DeMelo | 1–16   |
| Carlin                       | 22  | Neil Alberico         | 1–16   |
| Carlin                       | 26  | Matheus Leist         | 1–16   |
| Juncos Racing                | 18  | Kyle Kaiser           | 1–16   |
| Juncos Racing                | 31  | Nicolas Dapero        | 1–16   |
| Team Pelfrey                 | 02  | Juan Piedrahita       | 1–16   |
| Team Pelfrey                 | 03  | Patricio O’Ward       | 1–4    |

## Rennkalender
Die Indy-Lights-Saison 2017 umfasste 16 Rennen. Die Rennwochenende finden alle Rennen im Rahmen der IndyCar Series statt. Neu im Kalender ist der Gateway Motorsports Park. Nicht mehr im Kalender sind der Phoenix International Raceway und der Laguna Seca Raceway.
| Nr. | Datum         | Name                       | Rennstrecke                 | Art | Ort            |
| --- | ------------- | -------------------------- | --------------------------- | --- | -------------- |
| 01  | 11. März      | St. Petersburg 100         | Streets of St. Petersburg   | T   | St. Petersburg |
| 02  | 12. März      | St. Petersburg 100         | Streets of St. Petersburg   | T   | St. Petersburg |
| 03  | 22. April     | Legacy Indy Lights 100     | Barber Motorsports Park     | P   | Birmingham     |
| 04  | 23. April     | Legacy Indy Lights 100     | Barber Motorsports Park     | P   | Birmingham     |
| 05  | 12. Mai       | Grand Prix of Indianapolis | Indianapolis Motor Speedway | P   | Speedway       |
| 06  | 13. Mai       | Grand Prix of Indianapolis | Indianapolis Motor Speedway | P   | Speedway       |
| 07  | 26. Mai       | Freedom 100                | Indianapolis Motor Speedway | O   | Speedway       |
| 08  | 24. Juni      | Grand Prix of Road America | Road America                | P   | Elkhart Lake   |
| 09  | 25. Juni      | Grand Prix of Road America | Road America                | P   | Elkhart Lake   |
| 10  | 09. Juli      | Mazda Iowa 100             | Iowa Speedway               | O   | Newton         |
| 11  | 15. Juli      | Grand Prix of Toronto      | Exhibition Place            | T   | Toronto        |
| 12  | 16. Juli      | Grand Prix of Toronto      | Exhibition Place            | T   | Toronto        |
| 13  | 29. Juli      | Grand Prix of Mid-Ohio     | Mid-Ohio Sports Car Course  | P   | Lexington      |
| 14  | 30. Juli      | Grand Prix of Mid-Ohio     | Mid-Ohio Sports Car Course  | P   | Lexington      |
| 15  | 27. August    | Illinois 100               | Gateway Motorsports Park    | O   | Madison        |
| 16  | 03. September | Grand Prix of Watkins Glen | Watkins Glen International  | P   | Watkins Glen   |

- Erklärung: O: Ovalkurs, T: temporäre Rennstrecke (Stadtkurs, Flugplatzkurs), P: permanente Rennstrecke

## Ergebnisse
Die Indy-Lights-Saison 2017 umfasste 16 Rennen. Die Rennwochenende finden alle Rennen im Rahmen der IndyCar Series statt. Neu im Kalender sind der Phoenix International Raceway, Road America und Watkins Glen International. Nicht mehr im Kalender sind der Long Beach Grand Prix Circuit und die Milwaukee Mile.
| Nr. | Datum         | Rennstrecke     | Pole-Position    | Schnellste Rennrunde  | Meiste Führungsrunden | Erster                | Zweiter               | Dritter               |
| --- | ------------- | --------------- | ---------------- | --------------------- | --------------------- | --------------------- | --------------------- | --------------------- |
| 1.  | 11. März      | St. Petersburg  | Aaron Telitz     | Colton Herta          | Aaron Telitz          | Aaron Telitz          | Colton Herta          | Neil Alberico         |
| 2.  | 12. März      | St. Petersburg  | Colton Herta     | Colton Herta          | Colton Herta          | Colton Herta          | Santiago Urrutia      | Patricio O’Ward       |
| 3.  | 22. April     | Birmingham      | Kyle Kaiser      | Nico Jamin            | Nico Jamin            | Nico Jamin            | Kyle Kaiser           | Neil Alberico         |
| 4.  | 23. April     | Birmingham      | Colton Herta     | Santiago Urrutia      | Colton Herta          | Colton Herta          | Kyle Kaiser           | Nico Jamin            |
| 5.  | 12. Mai       | Indianapolis GP | Nico Jamin       | Matheus Leist         | Nico Jamin            | Nico Jamin            | Zachary Claman DeMelo | Kyle Kaise            |
| 6.  | 13. Mai       | Indianapolis GP | Kyle Kaiser      | Zachary Claman DeMel  | Kyle Kaiser           | Kyle Kaiser           | Santiago Urrutia      | Matheus Leist         |
| 7.  | 26. Mai       | Indianapolis    | Matheus Leist    | Santiago Urrutia      | Matheus Leist         | Matheus Leist         | Aaron Telitz          | Dalton Kellett        |
| 8.  | 24. Juni      | Elkhart Lake    | Matheus Leist    | Kyle Kaiser           | Matheus Leist         | Matheus Leist         | Santiago Urrutia      | Kyle Kaiser           |
| 9.  | 25. Juni      | Elkhart Lake    | Colton Herta     | Zachary Claman DeMelo | Zachary Claman DeMelo | Zachary Claman DeMelo | Kyle Kaiser           | Colton Herta          |
| 10. | 09. Juli      | Newton          | Colton Herta     | Dalton Kellett        | Matheus Leist         | Matheus Leist         | Santiago Urrutia      | Dalton Kellett        |
| 11. | 15. Juli      | Toronto         | Kyle Kaiser      | Colton Herta          | Kyle Kaiser           | Kyle Kaiser           | Zachary Claman DeMelo | Santiago Urrutia      |
| 12. | 16. Juli      | Toronto         | Colton Herta     | Kyle Kaiser           | Colton Herta          | Kyle Kaiser           | Aaron Telitz          | Zachary Claman DeMelo |
| 13. | 29. Juli      | Lexington       | Santiago Urrutia | Shelby Blackstock     | Santiago Urrutia      | Santiago Urrutia      | Colton Herta          | Nico Jamin            |
| 14. | 30. Juli      | Lexington       | Colton Herta     | Santiago Urrutia      | Nico Jamin            | Nico Jamin            | Santiago Urrutia      | Shelby Blackstock     |
| 15. | 27. August    | Gateway         | Kolumbien        | Zachary Claman DeMelo | Kolumbien             | Santiago Urrutia      | Kolumbien             | Colton Herta          |
| 16. | 03. September | Watkins Glen    | Colton Herta     | Aaron Telitz          | Aaron Telitz          | Aaron Telitz          | Santiago Urrutia      | Colton Herta          |

## Wertungen

### Punktesystem
Die Punkte werden nach folgendem Schema vergeben:
| Position | 1  | 2  | 3  | 4  | 5  | 6  | 7  | 8  | 9  | 10 | 11 | 12 | 13 | 14 | 15 | 16 | 17 | 18 | 19 | 20 |
| -------- | -- | -- | -- | -- | -- | -- | -- | -- | -- | -- | -- | -- | -- | -- | -- | -- | -- | -- | -- | -- |
| Punkte   | 30 | 25 | 22 | 19 | 17 | 15 | 14 | 13 | 12 | 11 | 10 | 9  | 8  | 7  | 6  | 5  | 4  | 3  | 2  | 1  |

Außerdem gibt es je einen Zusatzpunkt für die Pole-Position, die schnellste Rennrunde und für den Fahrer, der das Rennen die meisten Runden angeführt hatte.

### Fahrerwertung
| Pos. | Fahrer                | STP | STP | ALA | ALA | IND | IND | INDY | RDA | RDA | IOW | TOR | TOR | MOH | MOH | GAT | WGL | Punkte |
| ---- | --------------------- | --- | --- | --- | --- | --- | --- | ---- | --- | --- | --- | --- | --- | --- | --- | --- | --- | ------ |
| 01   | Kyle Kaiser           | 6   | 4   | 2   | 2   | 3   | 1*  | 9    | 3   | 2   | 5   | 1*  | 1   | 12  | 12  | 4   | 7   | 330    |
| 02   | Santiago Urrutia      | 13  | 2   | 15  | 13  | 7   | 2   | 5    | 2   | 11  | 2   | 3   | 11  | 1*  | 2   | 1   | 2   | 310    |
| 03   | Colton Herta          | 2   | 1*  | 10  | 1*  | 12  | 10  | 13   | 12  | 3   | 4   | 4   | 10* | 2   | 6   | 3   | 3   | 300    |
| 04   | Matheus Leist         | 15  | 11  | 4   | 7   | 5   | 3   | 1*   | 1*  | 4   | 1*  | 13  | 5   | 11  | 10  | 10  | 14  | 279    |
| 05   | Zachary Claman DeMelo | 8   | 7   | 4   | 14  | 2   | 11  | 16   | 10  | 1*  | 6   | 2   | 3   | 5   | 4   | 6   | 6   | 274    |
| 06   | Aaron Telitz          | 1*  | 5   | 13  | 5   | 6   | 13  | 2    | 11  | 5   | 9   | 5   | 2   | 8   | 5   | 15  | 1*  | 271    |
| 07   | Nico Jamin            | 7   | 14  | 1*  | 3   | 1*  | 4   | 10   | 6   | 14  | 7   | 14  | 12  | 3   | 1*  | 11  | 5   | 269    |
| 08   | Neil Alberico         | 3   | 15  | 3   | 4   | 4   | 6   | 4    | 7   | 8   | 11  | 8   | 14  | 6   | 9   | 12  | 11  | 225    |
| 09   | Juan Piedrahita       | 14  | 10  | 11  | 11  | DNS | 5   | 8    | 5   | 10  | 10  | 6   | 4   | 10  | 11  | 2*  | 9   | 208    |
| 10   | Shelby Blackstock     | 4   | 6   | 7   | 8   | 9   | 14  | 11   | 8   | 6   | 13  | 11  | 13  | 4   | 3   | 9   | 12  | 207    |
| 11   | Ryan Norman           | 10  | 9   | 12  | 9   | 8   | 7   | 14   | 4   | 7   | 8   | 10  | 6   | 9   | 7   | 8   | 10  | 200    |
| 12   | Dalton Kellett        | 12  | 12  | 6   | 10  | 13  | 9   | 3    | 9   | 9   | 3   | 12  | 9   | 7   | 13  | 7   | 13  | 198    |
| 13   | Nicolas Dapero        | 9   | 8   | 9   | 6   | 11  | 8   | 12   | 14  | 12  | 12  | 7   | 7   | 14  | 8   | 5   | 8   | 187    |
| 14   | Garth Rickards        | 11  | 13  | 14  | 12  | 10  | 12  | 7    | 13  | 13  | 13  | 9   | 8   | 13  | 14  | 13  | DNS | 146    |
| 15   | Patricio O’Ward       | 5   | 3   | 8   | 15  |     |     |      |     |     |     |     |     |     |     |     |     | 58     |
| 16   | Chad Boat             |     |     |     |     |     |     |      |     |     |     |     |     |     |     | 14  |     | 7      |
| Pos. | Fahrer                | STP | STP | ALA | ALA | IND | IND | INDY | RDA | RDA | IOW | TOR | TOR | MOH | MOH | GAT | WGL | Punkte |

| Farbe      | Bedeutung                                          |
| ---------- | -------------------------------------------------- |
| Gold       | Sieger                                             |
| Silber     | 2. Platz                                           |
| Bronze     | 3. Platz                                           |
| Grün       | 4. und 5. Platz                                    |
| Hellblau   | 6. bis 10. Platz                                   |
| Dunkelblau | Rennen beendet (außerhalb der ersten zehn Piloten) |
| Violett    | Rennen nicht beendet                               |
| Rot        | nicht qualifiziert (DNQ)                           |
| Schwarz    | disqualifiziert (DSQ)                              |
| Weiß       | nicht am Start (DNS)                               |
| Weiß       | zurückgezogen (WD)                                 |
| Weiß       | Rennen abgesagt (C)                                |
| Blanko     | nicht teilgenommen                                 |
| Blanko     | nicht erschienen (DNA)                             |
| Blanko     | verletzt oder krank (INJ)                          |
| Blanko     | ausgeschlossen (EX)                                |

| Weitere Notation |                                                        |
| Fett             | Pole-Position (1 Punkt)                                |
| Kursiv           | Schnellste Rennrunde (1 Punkt)                         |
| °                | kein Qualifying, kein Bonuspunkt für die Pole-Position |
| *                | Meiste Führungsrunden (1 Punkt)                        |
| Rookie           |                                                        |

| Farbe      | Bedeutung                                          |
| ---------- | -------------------------------------------------- |
| Gold       | Sieger                                             |
| Silber     | 2. Platz                                           |
| Bronze     | 3. Platz                                           |
| Grün       | 4. und 5. Platz                                    |
| Hellblau   | 6. bis 10. Platz                                   |
| Dunkelblau | Rennen beendet (außerhalb der ersten zehn Piloten) |
| Violett    | Rennen nicht beendet                               |
| Rot        | nicht qualifiziert (DNQ)                           |
| Schwarz    | disqualifiziert (DSQ)                              |
| Weiß       | nicht am Start (DNS)                               |
| Weiß       | zurückgezogen (WD)                                 |
| Weiß       | Rennen abgesagt (C)                                |
| Blanko     | nicht teilgenommen                                 |
| Blanko     | nicht erschienen (DNA)                             |
| Blanko     | verletzt oder krank (INJ)                          |
| Blanko     | ausgeschlossen (EX)                                |

| Weitere Notation |                                                        |
| Fett             | Pole-Position (1 Punkt)                                |
| Kursiv           | Schnellste Rennrunde (1 Punkt)                         |
| °                | kein Qualifying, kein Bonuspunkt für die Pole-Position |
| *                | Meiste Führungsrunden (1 Punkt)                        |
| Rookie           |                                                        |